# Спортсмен року в Республіці Сербській
Спортсмен року в Республіці Сербській, офіційно Найкращий спортсмен Республіки Сербської(серб. Најбољи спортиста Републике Српске) — премія, яка щорічно вручається інформаційним агентством «Глас Српске» найкращому спортсмену, яки представляє Республіку Сербську. Щорічно Глас Српске називає 10 найкращих спортсменів року, з яких й обирається підсумковий переможець; також організація називає найкращого спортсмена за версією читачів агентства «Глас Српске».
Найкращих спортсменів Боснійської Країни називали ще з 1955 року, коли Країна входила до складу СР Боснії і Герцеговини. Сама ж премія була заснована в 1992 році, коли вперше були названі 10 найкращих спортсменів країни. Окрім 10 найкращих спортсменів й абсолютного переможця, «Глас Српске» називає також імена послів спорту того ж році, найкращого спортивного журналіста, найкраще висвітлення спортивної події, а також нагороджує осіб за внесок у розвиток національного спорту, паралімпійського руху та називає найкращих дебютантів року (спортсменів, які подають надії).

## Усі володарі премії
- 1992: Миролюб Кременович (карате)
- 1993: Санда Вукович (баскетбол)
- 1994: Драгиша Вулетич (карате)
- 1995: Ваня Мандич (самбо)
- 1996: Милош Плечаш (кікбоксинг)
- 1997: Синиша Гатарич (карате)
- 1998: Зоран Кукич (баскетбол)
- 1999: Сладжана Голич (баскетбол)
- 2000: Далибор Благоєвич (карате)
- 2001: Борис Єличич (карате)
- 2002: Драженко Нинич (кікбоксинг)
- 2003: Драженко Нинич (кікбоксинг)
- 2004: Джордже Паштар (боулінг)
- 2005: Горан Пашич (веслування на байдарках і каное)
- 2006: Люсія Кімані (лешка атлетика)
- 2007: Дияна Васич (волейбол)
- 2008: Митар Мрдич (дзюдо)
- 2009: Неманья Білбія (футбол)[4]
- 2010: Драгиця Драпич (карате)
- 2011: Младен Плоскич (карате)[5]
- 2012: Івана Нинкович (плавання)
- 2013: Филип Адамович (баскетбол)
- 2014: Неманья Гордич (баскетбол)
- 2015: Наташа Видович (карате)
- 2016: Михайло Чепркало (плавання)[6]